# Mjerna ura
Mjerna ura ili komparator je precizni mjerni instrument koje pokazuje odstupanje od mjere, a ne samu mjeru. Često se kontroliraju odstupanja od oblika i položaja obradenih površina: kružnost, pravocrtnost, ravnost, paralelnost, okomitost, kružnost i ravnost vrtnje (vidi: Tolerancija oblika i položaja).
Drška mjerne ure ili komparatora je zglobno povezana sa stalkom, a stalak je s magnetskom stopicom za pričvršćenje na metalnu podlogu. Mehanizam za pretvaranje pravocrtnog gibanja ticala u kružno gibanje kazaljke sastoji se od zupčanika i zubne letve. Mogu biti mehanički, optički, električni. Finomjerna mjerna ura ima skalu s podjelom 10 μm ili 1 μm, a mehanizam za pretvaranje gibanja sastoji se od segmentiranih zupčanika, pa ima veću točnost, ali uže područje mjerenja.

## Podjela
Prema konstrukciji i načinu prenošenja mjera, mjerne ure ili komparatori mogu biti: mehaničke, optičke, električne, pneumatske i hidrauličke mjerne ure. 

### Mehanička mjerna ura s mjernim satom
Mehanička mjerna ura s mjernim satom se koristi vrlo često u proizvodnji i kontroli kvalitete. Uvećavaju odstupanja s prijenosnim omjerom 100:1, a imaju mjerno područje do 10 mm. Glavni dijelovi mjerne ure sa satom su:
- mjerno ticalo,
- mjerni svornjak,
- nosač,
- mjerna skala sa 100 podjela, svaka podjela iznosi 0,01 mm,
- mjerna skala s 10 podjela, svaka podjela iznosi 1 mm,
- graničnici za tolerancije, za očitavanje mjere u zadanim tolerancijama,
- dugme za postavljanje kazaljke u početni položaj.

### Način očitavanja i uzimanja mjere
Prvo se postavi kazaljka na podjeli od 0,01 mm u početni položaj. Zatim se promatra kazaljka na podjeli od 0,01 mm i utvrđuje odstupanje prema zadanim tolerancijama.
Uzimanje mjere se u praksi često izvodi pomoću mjernih pločica (etalona). Potrebna izmjera (dimenzija) se dobije slaganjem potrebnih debljina mjernih pločica, koji se zatim maknu, a na njihovo mjesto dolazi predmet mjerenja. 
Magnetni nosači imaju u podnožju stalni magnet koji osigurava čvrsto prianjanje za stroj ili predmet obrade u svim položajima.